# Okapa hornabrooki
Okapa hornabrooki är en stekelart som beskrevs av G. Mineo och Virgilio Caleca 1996. Okapa hornabrooki ingår i släktet Okapa och familjen Scelionidae. Inga underarter finns listade i Catalogue of Life.